# Olešná (Němčovice)
Olešná je vesnice, část obce Němčovice v okrese Rokycany v Plzeňském kraji. Nachází se asi dva kilometry západně od Němčovic. Je zde evidováno 76 adres. V roce 2021 v Olešné trvale žilo 51 obyvatel.
Olešná leží v katastrálním území Olešná u Radnic o rozloze 8,99 km². Vesnice se rozkládá v údolí Olešenského potoka.

## Název
V roce 1869 nesla název Olešna, v letech 1880–1890 Volešná, od roku 1900 se nazývá Olešná.

## Historie
První písemná zmínka o vesnici pochází z roku 1180. V roce 1857 postihla vesnici katastrofa. Vyhořely zčásti nebo zcela domy s č. 13, 14, 25, 26, 27, 28, 29 a 39. Za 1. světové války padlo nebo na následky zranění později zemřelo 14 místních obyvatel. Největší oběť přinesla rodina Václava Hábera z č. 4, jehož tři synové padli.

## Obyvatelstvo
| Rok            | 1869 | 1880 | 1890 | 1900 | 1910 | 1921 | 1930 | 1950 | 1961 | 1970 | 1980 | 1991 | 2001 | 2011 | 2021 |
| -------------- | ---- | ---- | ---- | ---- | ---- | ---- | ---- | ---- | ---- | ---- | ---- | ---- | ---- | ---- | ---- |
| Počet obyvatel | 347  | 340  | 296  | 297  | 243  | 246  | 223  | 163  | 153  | 90   | 63   | 33   | 35   | 43   | 51   |
| Počet domů     | 40   | 41   | 41   | 41   | 42   | 41   | 42   | 45   | 39   | 30   | 24   | 31   | 31   | 30   | 38   |

## Obecní správa
Při sčítání lidu v letech 1869–1980 Olešná byla samostatnou obcí, se kterým patřila nejprve do okresu Plzeň, ale v letech 1900–1980 v okrese Rokycany. Od 1. dubna 1980 do 23. listopadu 1990 byla častí města Radnice v okrese Rokycany. Od 24. listopadu 1990 je částí obce Němčovice v okrese Rokycany. V roce 1869 k obci patřil Újezd u Svatého Kříže.

## Pamětihodnost
Necelé tři kilometry jihozápadně od vesnice se na ostrožně nad Berounkou nachází pozůstatky hradiště Radná, které bylo osídleno v době bronzové, době halštatské a v raném středověku.
Barokní sloup s pískovcovou sochou Ecce Homo datovanou 1722. Sloup původně stál u silnice II/232 poblíž dvora Zavadilka u Liblína, kde jej nechal postavit Pius Montecuccoli, vlastník liblínského panství v letech 1721–1725. Na původním místě stál sloup do roku 1994, dosud je na místě zachován podstavec. V Olešné stojí replika z roku 2005, ve které je zakomponovaná část původního válcového sloupu. Zrestaurovaný originál sochy Ježíše Krista je umístěn v návesní kapli nedaleko repliky sloupu.

### Další stavby
- Podžikovský mlýn

## Galerie

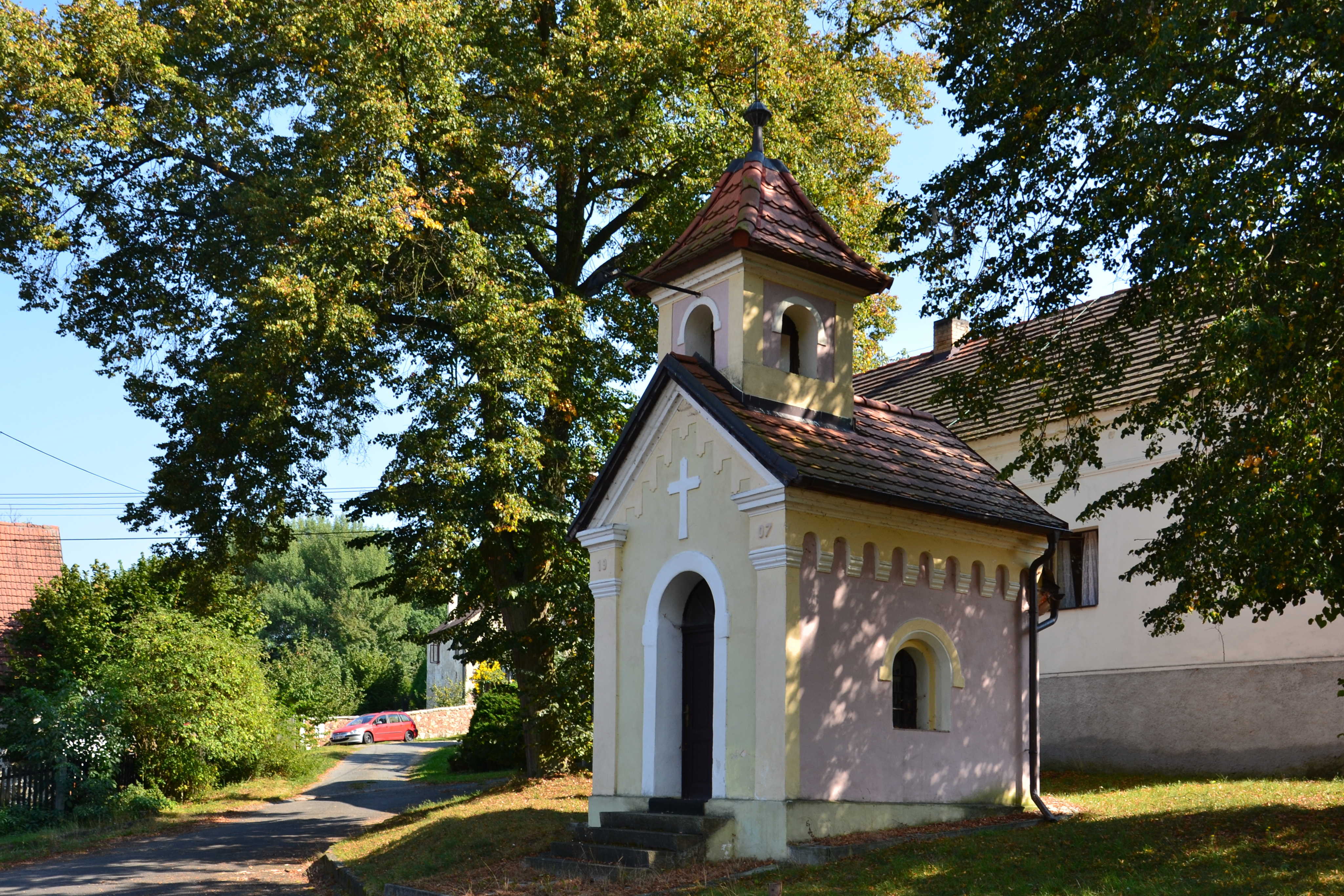
Kaple
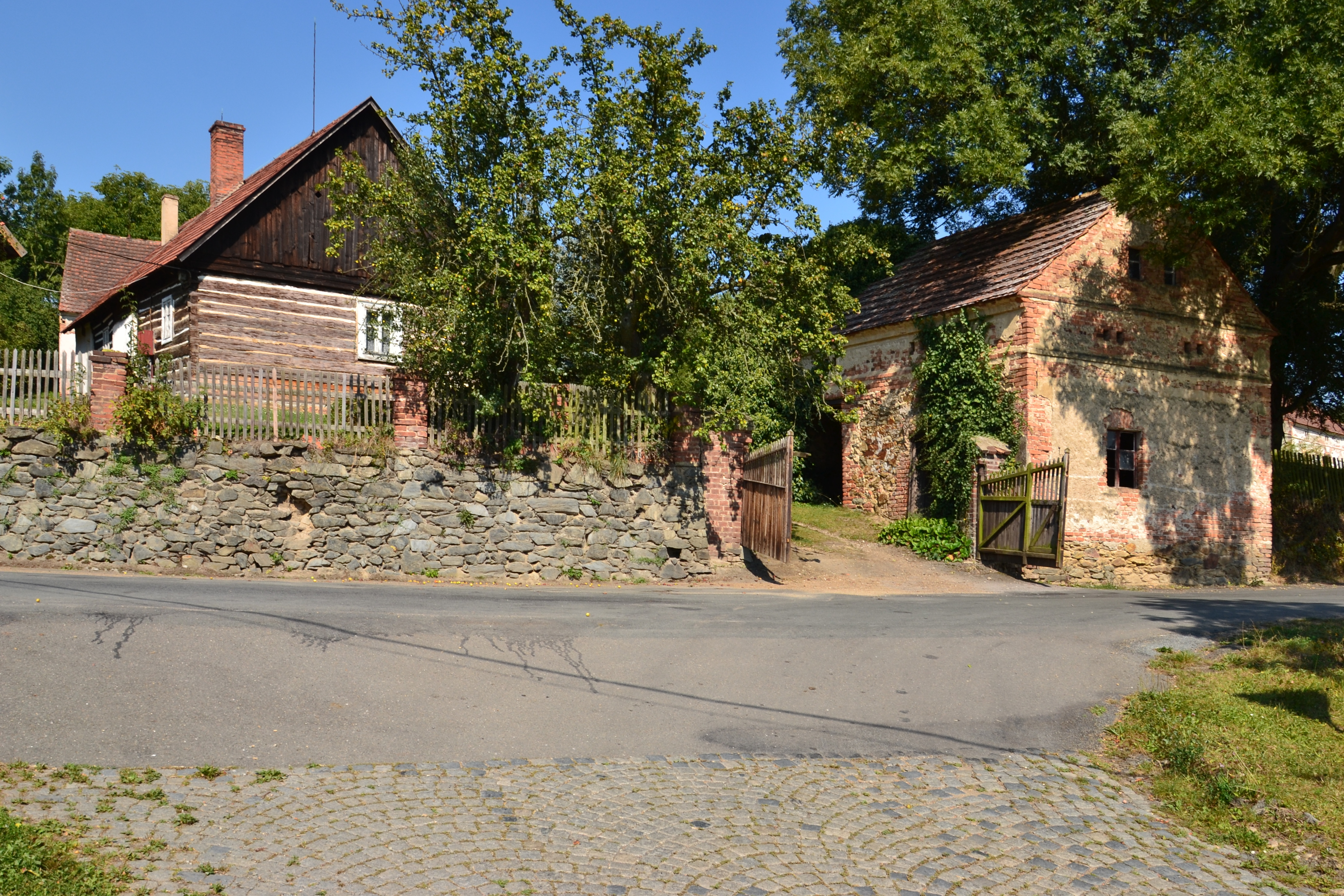
Roubená usedlost
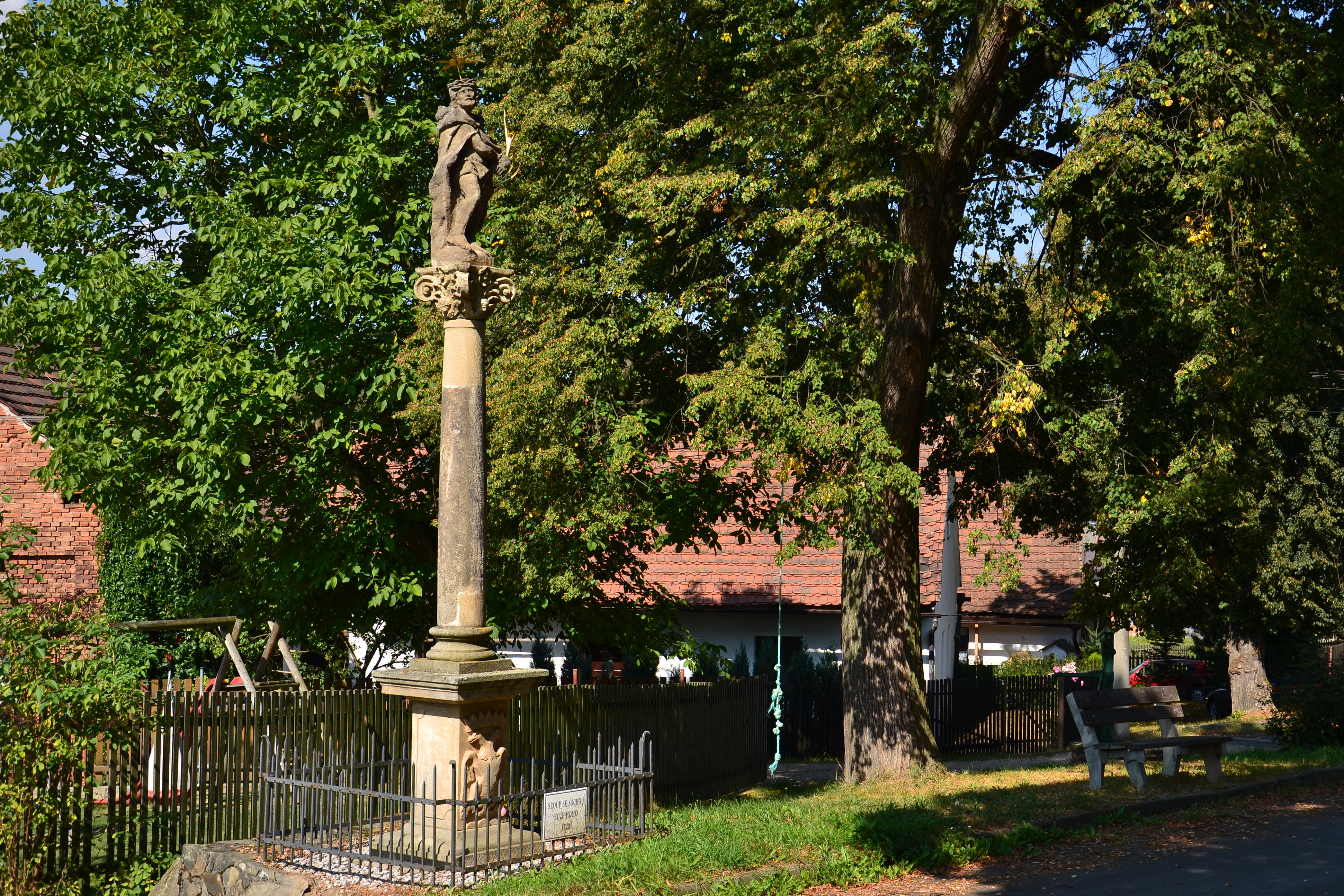
Sloup se sochou Ecce Homo